# DMAIC

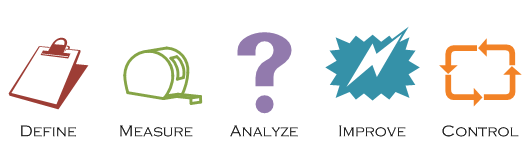
De stappen van een DMAIC-proces

DMAIC staat voor Define, Measure, Analyze, Improve and Control en is een methode die in de bedrijfswereld wordt gebruikt om Six Sigma-processen inhoudelijk te verbeteren.
1. Define: het probleem wordt geïdentificeerd.
2. Measure: er wordt data verzameld.
3. Analyze: men zoekt naar de oorzaak van het probleem in kwestie.
4. Improve: het proces wordt verbeterd.
5. Control: men controleert of alles goed is verlopen.